# Nanovirus
Genre
Espèces de rang inférieur
- Black medic leaf roll virus
- Faba bean necrotic stunt virus
- Faba bean necrotic yellows virus
- Faba bean yellow leaf virus
- Milk vetch dwarf virus
- Pea necrotic yellow dwarf virus
- Pea yellow stunt virus
- Subterranean clover stunt virus

Nanovirus est un genre de virus de la famille des Nanoviridae qui comprend huit espèces. Ce sont des virus à ADN simple brin circulaire, à génome multipartite, classés dans le groupe II de la classification Baltimore, qui infectent des plantes (phytovirus), principalement des espèces de Fabaceae. 
Les nanovirus sont présents uniquement dans l'Ancien Monde (Afrique, Asie, Australie). Ils sont transmis par diverses espèces de pucerons (genre Aphis), selon un mode circulant persistant, mais sans se multiplier dans l'organisme des insectes-vecteurs. Chez les plantes-hôtes ils sont restreints au tissu vasculaire (phloème) et  provoquent généralement des symptômes de nanisme et de rabougrissement, entraînant des pertes agricoles dans l'ensemble des régions tropicales. 

## Étymologie
Le nom générique, « Nanovirus », est dérivé du terme grec ancien « νάνος » (nanos), signifiant « nain », en référence à la petite taille des virions et des segment génomiques connus, et au rabougrissement que ces virus provoquent chez les plantes infectées.

## Liste des espèces et non-classés
Selon NCBI (30 décembre 2020) :
- Black medic leaf roll virus (BMLRV), virus de l'enroulement de la luzerne lupuline
- Faba bean necrotic stunt virus (FBNSV), virus du rabougrissement nécrotique de la fève
- Faba bean necrotic yellows virus (FBNYV), virus de la jaunisse nécrosante de la fèverole
- Faba bean yellow leaf virus (FBYLV), virus des feuilles jaunes de la fève
- Milk vetch dwarf virus (MDV), virus du nanisme de l'astragale
- Pea necrotic yellow dwarf virus (PNYDV), virus du nanisme jaune nécrotique du  pois
- Pea yellow stunt virus (PYSV), virus du rabougrissement jaune du  pois
- Subterranean clover stunt virus (SCSV), virus du rabougrissement du trèfle souterrain (espèce-type)
- non-classés 
  - Grapevine-associated nanovirus
  - Milk vetch chlorotic dwarf virus
  - Parsley severe stunt associated virus